# Gesungene Poesie

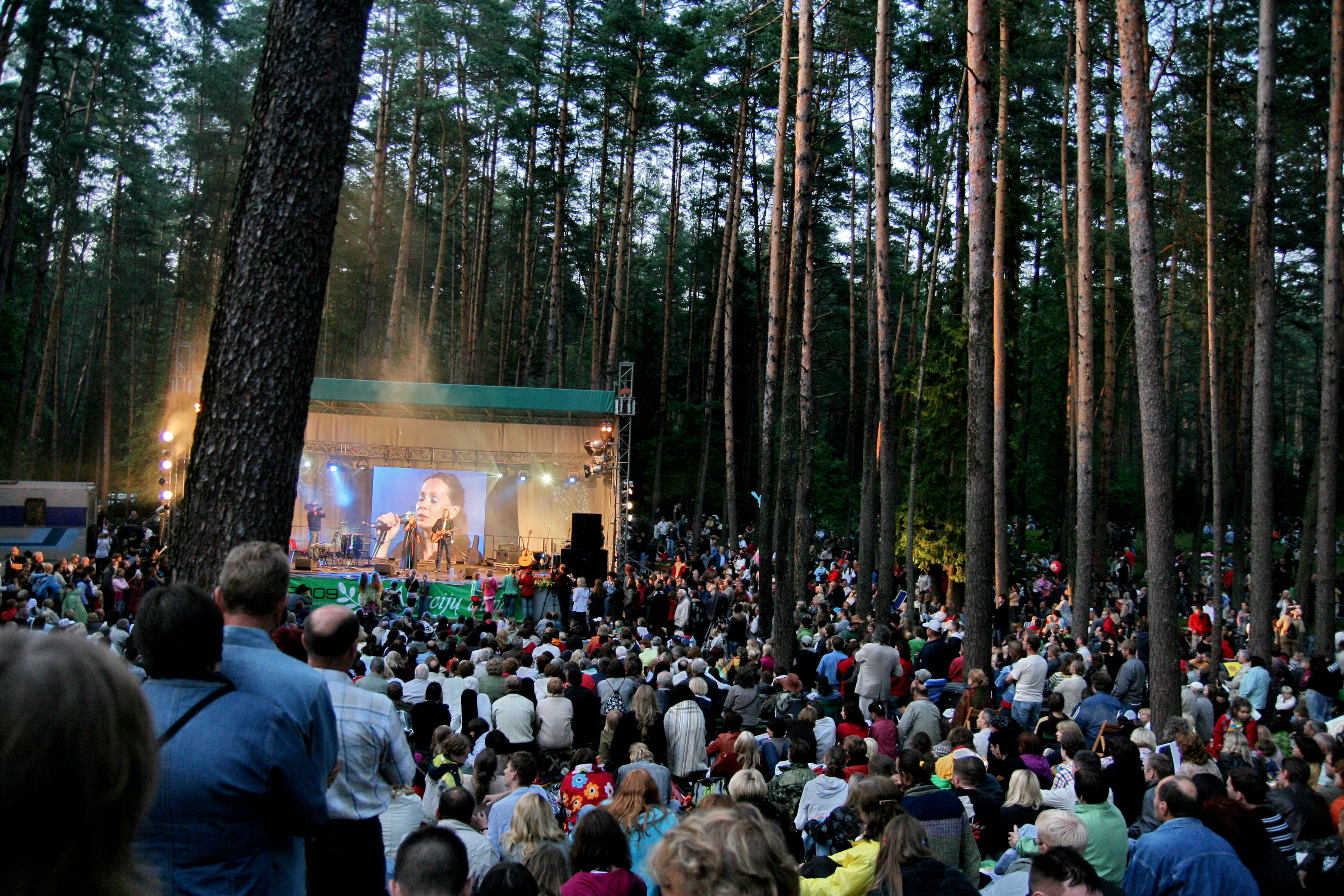
Gesungene Poesie-Festival im litauischen Kulautuva (2009)

Gesungene Poesie ist ein in Osteuropa (hauptsächlich in Polen und dem Baltikum, aber auch in postsowjetischen Ländern) verbreiteter Begriff für einen musikalischen Stil, der sich durch die Verwendung bekannter lyrischer Texte auszeichnet statt den musikalischen Charakter zu beschreiben. Im deutschen Sprachraum ist der Begriff bisher kaum bekannt. Die Texte haben die größte Ähnlichkeit mit dem Genre der Liedermacher, des Chanson oder Folk. Im Gegensatz zu Künstlern dieser Stile, mit der Gesungene Poesie verwechselt wird, entstehen die Texte nicht in Auftragsarbeit oder speziell für die Verwendung im Lied, sondern Künstler dieser Gattung greifen auf bestehende Dichtung bzw. Lyrik zurück, wie z. B. Antonina Krzysztoń mit einem Text aus dem biblischen Hohelied der Liebe (1 Kor 13,1–13 ) oder Marek Grechuta (1979 Opole, danach auch Czesław Niemen) mit dem Gedicht „Niepewność“ (Unsicherheit) von Adam Mickiewicz. Die Musik ist nicht auf die für lyrische Texte typischen Musikstile festgelegt.

## Charakteristik und Vertreter dieser Kunstrichtung
In Deutschland sind u. a. Czesław Niemen und Marek Grechuta aus Polen als Vertreter dieser Musikrichtung bekannt. Während Grechuta hauptsächlich mit seiner Band Anawa in den 1970er Jahren in der DDR als Liedermacher auftrat und hier eher für die Musikrichtungen Liedermacher, Progressive Rock und Klassik steht, ist Niemen bereits seit den 1960er Jahren international als Rocksänger bekannt. Es gelang ihm aber auch eine Synthese aus traditioneller Kirchenmusik und avantgardistischer Rockmusik. Beide Künstler vertonten eigene Texte, aber auch klassische Lyrik z. B. für Balladen, Konzeptalben oder politische Protestsongs. Weitere polnische Vertreter sind Ewa Demarczyk, die mit Chansons in ganz Europa auftrat, und Jacek Kaczmarski, der als Protestsänger und „Barde von Solidarność“ bekannt wurde.
In Litauen war der Sänger Vytautas Kernagis begriffs- und stilprägend für diese Form der Musik. Sie war melodische Bardenmusik auf Gesangsabenden und anderen Zusammenkünften. Das Goethe-Institut rezipiert die Kunstform als musikalische Form der Literatur. Wichtige Künstlerschmiede ist bis heute die Musik- und Theaterakademie Litauens geblieben.
Als deutsche Vertreterin kommt Georgette Dee dieser Kunstrichtung am nächsten. Sie vertont Texte von Bertolt Brecht im Stil des Chansons. Ein Beispiel im Folkrock-Stil ist Achim Reichel (Album Regenballade), dem später weitere Vertonungen unterschiedlicher Stilrichtungen folgten.

### Texte und Ausdrucksformen
Gesungene Poesie ist vor allem eine wort- bzw. textbetonte Musik, deren Lyrik auf einer Ballade oder einem Gedicht basiert. Stilistisch ist die Musik nicht festgelegt. Von Klassik über Chansons und Pop bis hin zu Sprechgesang, Jazz und Rock sind alle Stile denkbar. Tatsächlich ist der verwendete Musikstil in der Regel sorgfältig und bedacht auf die verwendeten Texte abgestimmt. Manchmal wird eine Symbiose verschiedener Stile gewählt oder auf Konzeptalben, teilweise sogar innerhalb desselben Liedes, zwischen den Stilen gewechselt.
Die Künstler sind Menschen aus verschiedenen Berufen, in der Regel mit wenig oder gar keiner besonderen musikalischen Ausbildung, sowie Schauspieler aus dem Theaterbereich oder selten auch aus der Kleinkunst. Die meisten Akteure pflegen eine intensive Zusammenarbeit mit Autoren, Songschreibern, Sängern oder Schauspielern, sowohl im Hintergrund als auch auf der Bühne. Typisch waren während der Zeit des Kommunismus gemeinsame Auftritte, beispielsweise auf Festivals und sonstigen gemeinsamen Konzerten, oft in Verbindung mit einem Motto. Auftritte gab und gibt es bis heute auf dem Studentenliederfestival in Krakau, dem früheren Festival des politischen Liedes in der DDR, dem heute noch bestehenden und weniger politischen Sopot Festival und anderen Festivals in ganz Europa.

## Bekannte Künstler
| Polnische Künstler - Michał Bajor - Mirosław Czyżykiewicz - Ewa Demarczyk - Edyta Geppert - Marek Grechuta - Jacek Kaczmarski - Antonina Krzysztoń - Czesław Niemen - Renata Przemyk - Janusz Radek - Edward Stachura - Grzegorz Turnau - Elżbieta Wojnowska - Ilona Sojda - Jacek Różański | Litauische Künstler - Vytautas Kernagis - Kostas Smoriginas - Saulius Bareikis - Olegas Ditkovskis - Aidas Giniotis - Andrius Kaniava |